# Nuit blanche
Nuit blanche er en kulturel begivenhed, der har fundet sted i Paris siden 2002. Arrangementet minder om den danske kulturnat, hvor der i løbet af aftenen og natten er åbent til forskellige kulturinstitutioner. I Paris er der dog et større fokus på kunst.
Konceptet har siden spredt sig til andre store byer, heriblandt Rom, Montreal, Toronto, Bruxelles, Madrid, Lima og Leeds.
I Frankrig afholdes det udover i Paris også i Amiens og Metz.